# Kiss Lajos (író)
Kiss Lajos, Kis (Gyoma, 1888. december 5. – Szovjetunió, 1943.) nyomdász, kommunista forradalmár, író.

## Élete
Kis Lajos földműves és Bogár Eszter református szülők gyermeke. A Kommunisták Magyarországi Pártjának alapításától, 1918 novemberétől tagja. A Magyarországi Tanácsköztársaság idején a párt V. kerületi titkára, a Szövetséges Központi Intéző Bizottság (SZKIB), és a Budapesti Központi Forradalmi Munkás- és Katonatanács tagja. A Tanácsköztársaság megdöntése után 1919. augusztus 24-én letartóztatták s hamarosan 8 évi börtönbüntetésre ítélték. A szovjet–magyar fogolycsere-akció keretében 1921. október 17-én kicserélték, s Szovjet-Oroszországba került. Ott később irodalmi tevékenységet folytatott, melynek legfontosabb darabja „Vörös város” címmel jelent meg Moszkvában 1931-ben és 1933-ban két kötetben, előszavát Kun Béla írta. A könyv megjelenésekor éles viták kereszttüzébe került az emigráció körében. Lengyel József így kelt a regény védelmére: „A Vörös város az első forradalmi proletár regény a magyarországi proletárforradalomról, amelyet munkás írt munkásnak.” Magyarországon Kelen Jolán utószavával 1959-ben adták ki. Ez a forrásértékű dokumentumregény fontos adalékot jelenthet a Tanácsköztársaság teljesebb megismeréséhez. Bár a regény dokumentumszerű, de a 20. század hetvenes éveinek irodalomtörténésze a következőket jegyzi meg róla: „Az alakok jellemzésének módjában, a szimbolikus felnagyításban az avantgardizmus hatását kell észrevennünk. S ugyanez mondható el a szinte formátlanul hömpölygő, líraian szertelen kompozícióról, valamint a regény expresszív, romantikusan túláradó stílusáról.”

## Művei
- Vörös város. Moszkva, I. kötet. 1931. II. kötet 1933. Sarló és Kalapács könyvtára.
- Vörös vasas, ne hagyd magad. Munkás Szemle. Párizs. 1934. [A lap csak részleteket közölt a műből.][6]
- Vörös város. Kun Béla előszavával. Budapest, 1959. 535 old.
- A szegény ember élete (Athenaeum kiadó, Budapest, 1939)[7]